# Henk Voskuyl
Hendrik Voskuijl (Dordrecht, 10 april 1893 – Den Haag, 9 maart 1980), beter bekend als Henk Voskuyl, was een Nederlands graficus, schilder en tekenaar. Hij monogrammeerde als HV.
Voskuyl was een zoon van de Dordtse sigarenmaker Gijsbert Johannes Voskuijl en Adriana Groenemeijer. Hij was een leerling van de schilder Gerrit Burger. Voskuyl werd naast kunstenaar docent middelbaar onderwijs en aan de Academie voor Beeldende Kunsten in Den Haag. Hij gaf les aan onder anderen zijn zoon Gijs Voskuyl en Yvonne Struys. Naast etsen, litho's en houtgravures, maakte hij schilderijen en tekeningen van onder andere bloemstillevens, duinlandschappen en portretten. Voskuyl was lid van de Pulchri Studio. Zijn werk is opgenomen in de collectie van onder meer het museum Boijmans Van Beuningen en het Rijksmuseum Amsterdam.